# 李宓
李宓（？—753年），唐朝天寶年間人士。據載曾歷任司馬、雲南太守、御史，與高適相認識。

## 生平
自天寶十年（751年）始，唐朝與南詔爆發第一次戰爭。首次戰事中，鮮于仲通戰敗於南詔、吐蕃聯軍。天寶十二年（753年），宰相楊國忠派李宓進率師7至10萬，征討南詔國。
由於交通困難，補給不繼，不少士兵在路上感染疫病死去。大軍渡瀘水到太和城下，不戰而敗，李宓在戰事中身亡。

## 纪念

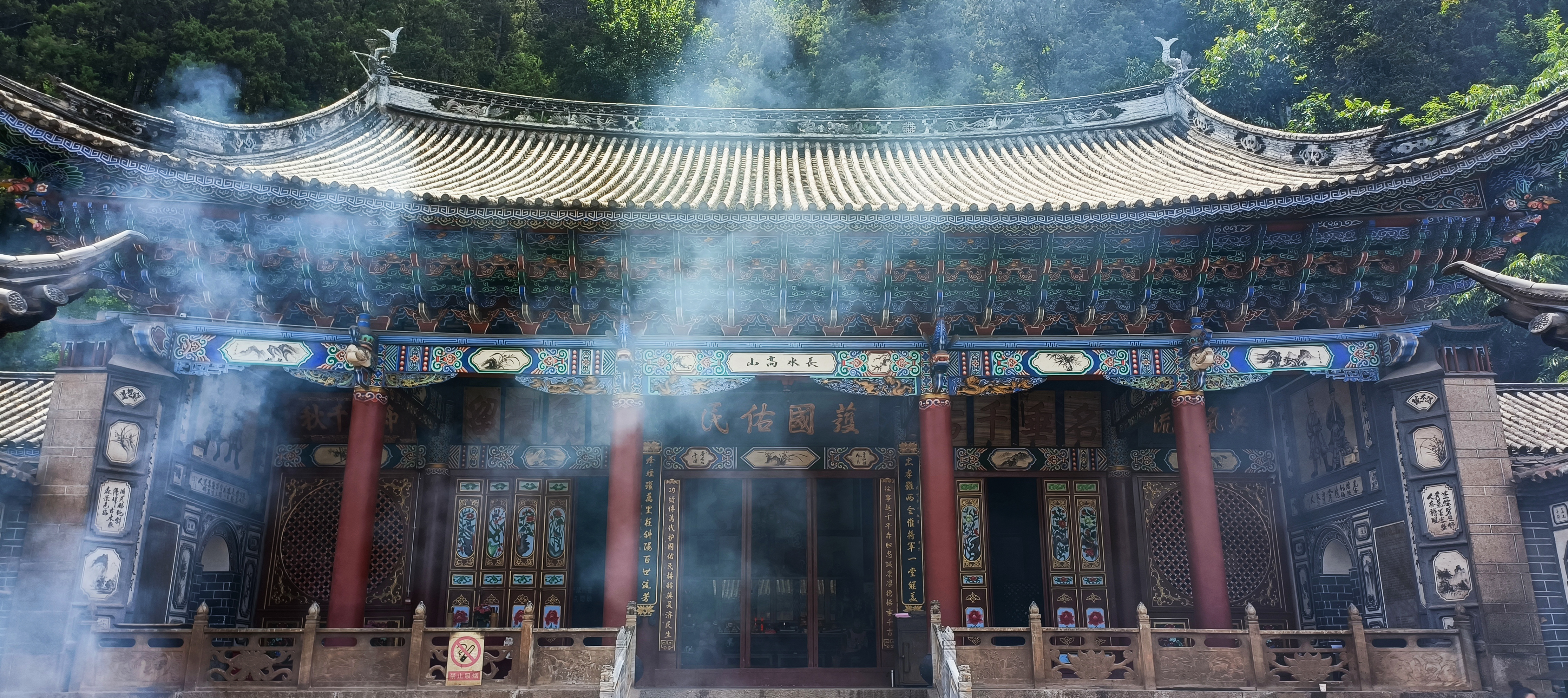
将军庙大殿

明代起，李宓被龙尾上村尊为本主，称为“龙尾山泉利济将军”，在苍山写斜阳峰麓建将军庙祭祀，每年农历八月十五、十六有庙会。
高適曾作《李宓南征蠻詩》紀念李宓。高適在詩序中表示，與李宓為舊相識，因有感而作詩。